# Lissonota tauriscorum
Lissonota tauriscorum là một loài tò vò trong họ Ichneumonidae.